# Namco System 246

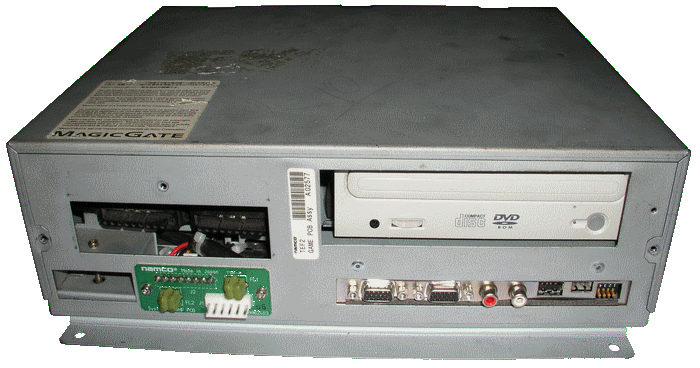
Placa Namco System 246.

A Namco System 246 é uma placa de arcade que utiliza como base o hardware do PlayStation 2, foi lançada em 2001 com o jogo Ridge Racer V, assim como a Sega NAOMI também foi utilizada por outros desenvolvedoras além da Namco para jogos.

## Especificações
- Main CPU: MIPS III R5900 Emotion Engine 128-bit RISC operating at 294.912 MHz
- Sub CPU: MIPS II R3000A IOP with cache at 33.8688 MHz (Unlike the PSXCPU)
- System memory: 32 MB Direct Rambus
- Graphics: "Graphics Synthesizer" operating at 147.456 MHz
- Sound: "SPU1+SPU2"
- Media: CD-ROM, DVD-ROM, Hard Drive, 64MBit 3.3V NAND FlashROM Security Dongle

A Namco System 256 é uma versão com upgrades da 246, contudo, esses upgrades não são espeficicamente ditos.
A Namco Super System 256 é a mesma Namco System 256, mas com arma integrada.
A Namco System 147 é similar a 246, mas utiliza cartuchos ao invés de DVD.

## Lista de jogos para System 246 / System 256 / System Super 256 / System 147

### Lançados
- Battle Gear 3 (Taito, 2002)
- Battle Gear 3 Tuned (Taito, 2003)
- Bloody Roar 3 (Namco / 8ing / Raizing, 2000)
- Capcom Fighting Jam (Capcom, 2004)
- Chou Dragon Ball Z (Banpresto, 2005)
- Cobra: The Arcade (Namco, 2005)
- Dragon Chronicles - Legend of The Master Ark (Namco, 2003)
- Dragon Chronicles Online (Namco, 2004)
- Druaga Online - The Story of Aon (Namco, 2006)
- Fate/Unlimited Codes (Capcom / Type-Moon / Cavia / 8ing, 2008)
- Getchu Play! Tottoko Hamutaro (Banpresto, 2007)
- Gundam Seed: Rengou vs. Z.A.F.T. (Capcom / Banpresto, 2005)
- Kinnikuman Muscle Grand Prix (Banpresto, 2006)
- Kinnikuman Muscle Grand Prix 2 (Banpresto, 2007)
- Kinnikuman Muscle Grand Prix 2 Tokumori (Banpresto, 2008)
- Minnade Kitaeru Zennou Training (Namco, 2006)
- Mobile Suit Gundam: Gundam vs. Gundam (Banpresto, 2008)
- Mobile Suit Gundam: Gundam vs. Gundam Next (Banpresto, 2009)
- Mobile Suit Gundam Seed Destiny: Rengou vs. Z.A.F.T. II (Banpresto, 2006)
- Mobile Suit Gundam Z: AEUG Vs. Titans (Capcom / Banpresto, 2003)
- Mobile Suit Gundam Z: AEUG Vs. Titans DX (Capcom / Banpresto, 2004)
- Netchuu Pro Yakyuu 2002 (Namco, 2002)
- Pac-Man Battle Royale (Namco, 2011)
- Pride GP 2003 (Capcom, 2003)
- Quiz and Variety Sukusuku Inufuku 2 (Video System Co., 2004)
- Quiz and Variety Sukusuku Inufuku 2: Motto Sukusuku (Namco / AMI / Hamster, 2007)
- Quiz Mobile Suit Gundam: Tou. Senshi (Banpresto, 2006)
- Ridge Racer V: Arcade Battle (Namco, 2000)
- Sengoku Basara X Cross (Capcom / ARC System Works, 2008)
- Smash Court Pro Tournament (Namco, 2001)
- Soul Calibur II (Namco, 2002)
- Soul Calibur II Ver.D (Namco, 2003)
- Soul Calibur III Arcade Edition (Namco, 2006)
- Taiko No Tatsujin 7 (Namco, 2005)
- Taiko No Tatsujin 8 (Namco, 2006)
- Taiko No Tatsujin 9 (Namco, 2006)
- Taiko No Tatsujin 10 (Namco, 2007)
- Taiko No Tatsujin 11 (Namco, 2008)
- Taiko No Tatsujin 11 - Asian Version (Namco, 2008)
- Taiko No Tatsujin 12 (Namco, 2008)
- Taiko No Tatsujin 12 - Asian Version (Namco, 2009)
- Taiko No Tatsujin 12 - Extra Version (Namco, 2009)
- Taiko No Tatsujin 13 (Namco, 2009)
- Taiko No Tatsujin 14 (Namco, 2010)
- Technic Beat (Arika, 2002)
- Tekken 4 (Namco, 2001)
- Tekken 5 (Namco, 2004)
- Tekken 5.1 (Namco, 2005)
- Tekken 5 Dark Resurrection (Namco, 2005)
- The Battle of YuYu Hakusho (Banpresto, 2006)
- The Idolmaster (video game) (Namco, 2005)
- Time Crisis 3 (Namco, 2003)
- Time Crisis 4 (Namco, 2006)
- Vampire Night (Namco / Sega / WOW Entertainment, 2000)
- Wangan Midnight (Namco, 2001)
- Wangan Midnight R (Namco, 2002)
- Zoids Infinity (Taito, 2004)
- Zoids Infinity EX (Taito, 2005)
- Zoids Infinity EX Plus (Taito, 2006)

### Não lançados
- Alien Sniper (Namco, 2002)
- Capcom Fighting All Stars  (Capcom, 2003)
- Samurai Surf X (Namco, 2002)
- Starblade: Operation Blue Planet  (Namco, 2002)